# Argentinosaurus
Argentinosaurus huinculensis
Genre
Espèce
Argentinosaurus est un genre fossile de dinosaures sauropodes du groupe des Titanosauria, et l'un des plus grands dinosaures jamais découverts. Selon Paleobiology Database en 2022, ce genre est resté monotypique et la seule espèce est Argentinosaurus huinculensis.

## Présentation
Argentinosaurus, découvert en Argentine en 1989 par le paléontologue Guillermo Heredia, est un genre de dinosaures sauropodes du groupe des Titanosauria. Il est l'un des plus grands dinosaures jamais découverts. Les restes retrouvés se limitant à quelques rares ossements, morceaux de vertèbres et péroné, les estimations de sa taille sont cependant entachées d'une marge d'erreur importante. Les estimations actuelles font état d'une longueur de 35 mètres, (basée en partie sur le taxon-sœur Patagotitan) et un poids d'environ 80 tonnes. Ce dinosaure géant a vécu au Crétacé supérieur, plus précisément au Cénomanien, il y a entre 96,2 et 92,19 millions d'années, dans ce qui est maintenant l'Amérique du Sud.
Le genre Argentinosaurus ne comporte, à ce jour, qu'une seule espèce, Argentinosaurus huinculensis. Le nom générique Argentinosaurus, que l'on peut traduire par « Lézard d'Argentine », fait référence au pays d'origine du fossile. Le nom spécifique fait lui, plus précisément référence au lieu de découverte, la ville de Plaza Huincul dans la province de Neuquén.

## Découverte
Les premiers fossiles d'Argentinosaurus sont découverts en 1987 par Guillermo Heredia, un éleveur local. Son signalement permet l'exhumation d'un os fossile, dans un premier temps identifié comme un tibia, par l'équipe du musée Carmen Funes de Plaza Huincul. Puis, à l'été 1989, une équipe du Musée argentin des sciences naturelles de Buenos Aires dirigée par José F. Bonaparte procède à la mise au jour d'autre matériel fossile. Ce matériel rejoint également les collections du musée Carmen Funes.
« Je travaillais dans le Neuquén en 1987 et un jour je suis allé voir le musée de Plaza Huincul. Je suis tombé sur quelque chose de surprenant : un tibia très érodé donné par un marchand ambulant qui l'avait trouvé aux abords de la ville », raconte José F. Bonaparte. Après s'être rendu sur les lieux avec le directeur du musée, ils constatent le gigantisme de l'animal découvert. La municipalité et l'entreprise YPF participent financièrement et matériellement à l'extraction des os. Bonaparte étant le seul paléontologue, il est nommé responsable des fouilles et recommande son illustrateur Rodolfo Coria lorsque le maire souhaite développer le musée Carmen Funes en y engageant un paléontologue permanent. 
Présenté une première fois lors de la VIe Conférence argentine de paléontologie des vertébrés, les fossiles d'Argentinosaurus sont étudiés, décrits et publiés en 1993 sous le nom spécifique A. huinculensis, par les paléontologues argentins José F. Bonaparte et Rodolfo Coria.
Sa découverte est toutefois disputée par Jorge Calvo, géologue et docteur en paléontologie, directeur du centre paléontologique Lago Barreales. Il affirme avoir fait partie des équipes ayant excavé les fossiles. Bonaparte et lui auraient passé un accord verbal en 1987 concernant la double découverte de l'Andesaurus delgadoi et de l'Argentinosaurus, pour que figurent leurs deux noms lors de la publication des études, mais Bonaparte l'aurait volontairement remplacé au profit de Coria.

## Description

Silhouette d'Argentinosaurus avec, en blanc, les os retrouvés.

- Époque : Crétacé supérieur (Cénomanien), il y a environ entre 95 Ma (millions d'années)[7].
- Hauteur : 8 mètres[8].
- Longueur : 35 mètres[9]
- Masse : 80 tonnes
- Habitat : Argentine (Neuquén)
- Régime alimentaire : Herbivore

Le matériel attribué à Argentinosaurus est relativement peu conséquent. Le spécimen holotype, PVPH-1, comprend plusieurs côtes fragmentaires, un péroné droit, un os iliaque, huit vertèbres dorsales, cinq vertèbres du sacrum,. Six vertèbres dorsales ont été décrites en détail, la plus grande atteignant une hauteur de 1,59 m de haut et 1,29 m de large. Le péroné, initialement pris pour un tibia, mesure environ 1,55 mètre de long. Les côtes sont cylindriques, creuses et légèrement incurvées, avec l'articulation distale par laquelle elles se connectent à la colonne vertébrale, faisant saillie vers le bas à environ 45°. Les corps vertébraux du sacrum sont érodés et endommagés, mais confirment la présence de cinq vertèbres soudées.
En plus de ces vestiges, un fémur incomplet, le spécimen MLP-DP 46-VIII-21-3, retrouvé non loin de la zone de fouille, est également attribué au genre Argentinosaurus. Cet axe fémoral de 1,18 m est privé de ses extrémités, sa longueur est donc inconnue. Cependant, José Bonaparte et Rodolfo Coria l'estiment à environ 2,4 m de long. Il appartiendrait à l'animal dans la mesure où il a été trouvé dans la même couche géologique et possède les mêmes proportions que les autres fossiles. En comparaison, il existe des fémurs complets conservés d'autres titanosaures géants, ainsi celui d'Antarctosaurus giganteus qui mesure 2,35 m ou celui de Patagotitan mayorum qui mesure 2,38 m. Les os de ce type jouent un rôle crucial dans le maintien du poids des organismes terrestres vertébrés. La circonférence épaisse du fémur suggère un animal d'un poids énorme, plusieurs études ont donc tenté d'estimer la masse corporelle du « Lézard argentin ». 

### Débat sur les caractéristiques physiques

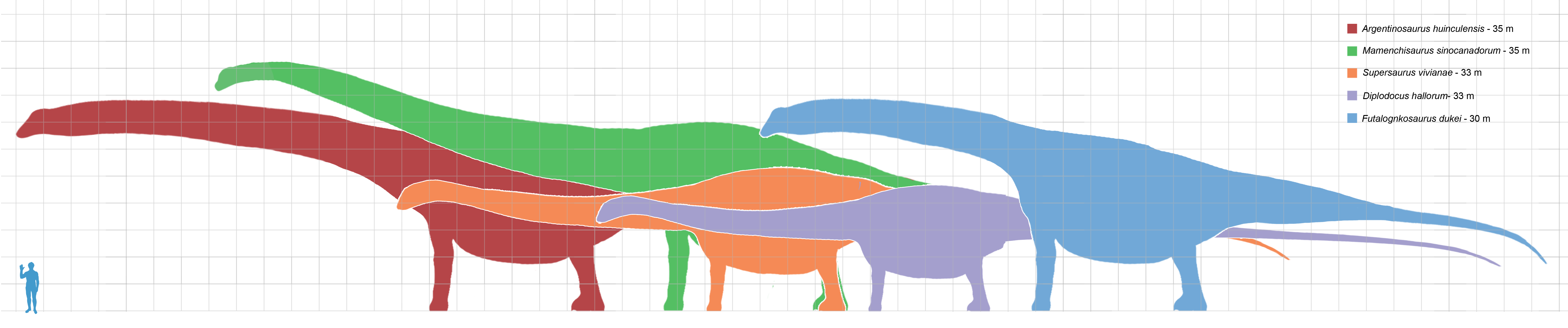
Comparaison des plus grands sauropodes. Argentinosaurus est en rouge.

Comme pour beaucoup d'espèces de dinosaures de cette taille, les données de taille et de masse varient fortement selon les sources. Concernant l'argentinosaure, les fourchettes d'estimation sont très larges. La plupart des sources indiquent une masse autour de 60-80 tonnes, pour une longueur estimée entre 30 et 40 mètres. Il est ainsi d'une taille comparable à celle de Patagotitan, dont la découverte a été annoncée en 2014 et qui vivait également en Argentine à la même époque

## Systématique
À ce jour, une seule espèce est connue : Argentinosaurus huinculensis (Bonaparte & Coria, 1993).
- MCF PVPH-1: vertèbres (1,30 m), fibula (1,55 m).

Argentinosaurus est un sauropode titanosaure. À sa description en 1993, José Bonaparte et Rodolfo Coria l'ont classé au sein des Andesauridae. En 1997, une équipe dirigée par Leonardo Salgado a réalisé son appartenance aux Titanosauridae, ils ont alors classé Argentinosaurus au sein d'un clade non nommé en compagnie des Opisthocoelicaudia et d'un titanosaure indéterminé. 
En 2004, Paul Upchurch et son équipe ont suggéré l'existence d'un nouveau groupe, Lithostrotia, groupe qui comprenait tous les membres dérivés de Titanosauria. Argentinosaurus a alors été classé comme un titanosaure basal. La position basale de Argentinosaurus au sein de Titanosauria a été confirmée ensuite par plusieurs études ultérieures. 
Une étude réalisée en 2017 par José L. Carballido et son équipe a réintégré Argentinosaurus au sein des Lognkosauria et du taxon frère de Patagotitan.  En 2018, González Riga et ses collègues ont également découvert qu’il appartenait à Lognkosauria, qui, à son tour, s’avérait appartenir à Lithostrotia. Une autre étude réalisée en 2018 par l'équipe de Hesham M. Sallam a suggéré deux positions phylogénétiques différentes pour Argentinosaurus, sur la base de deux ensembles de données différents. Ils l'ont considéré soit comme un titanosaure basal, soit comme le taxon frère de Epachthosaurus. En 2019, une nouvelle étude de González Riga a réintégré Argentinosaurus au sein des Lognkosauria et indiqué que ce groupe formait un clade plus important avec Rinconsaurus au sein des Rinconsauria, clade qu'ils ont baptisé Colossosauria.
Le cladogramme suivant montre la position de Argentinosaurus au sein des Colossosauria, suivant la proposition de Bernardo González Riga et son équipe, en 2019.
|  | Rinconsaurus  |
|  |               |
|  | Muyelensaurus |
|  |               |

|  | Argentinosaurus                                                                             |
|  |                                                                                             |
|  | \| \| Notocolossus \| \| \| \| \| \| Patagotitan \| \| \| \| \| \| Puertasaurus \| \| \| \| |
|  |                                                                                             |
|  | Notocolossus                                                                                |
|  |                                                                                             |
|  | Patagotitan                                                                                 |
|  |                                                                                             |
|  | Puertasaurus                                                                                |
|  |                                                                                             |

|  | Notocolossus |
|  |              |
|  | Patagotitan  |
|  |              |
|  | Puertasaurus |
|  |              |

|  | Argentinosaurus                                                                             |
|  |                                                                                             |
|  | \| \| Notocolossus \| \| \| \| \| \| Patagotitan \| \| \| \| \| \| Puertasaurus \| \| \| \| |
|  |                                                                                             |
|  | Notocolossus                                                                                |
|  |                                                                                             |
|  | Patagotitan                                                                                 |
|  |                                                                                             |
|  | Puertasaurus                                                                                |
|  |                                                                                             |

|  | Notocolossus |
|  |              |
|  | Patagotitan  |
|  |              |
|  | Puertasaurus |
|  |              |

|  | Argentinosaurus                                                                             |
|  |                                                                                             |
|  | \| \| Notocolossus \| \| \| \| \| \| Patagotitan \| \| \| \| \| \| Puertasaurus \| \| \| \| |
|  |                                                                                             |
|  | Notocolossus                                                                                |
|  |                                                                                             |
|  | Patagotitan                                                                                 |
|  |                                                                                             |
|  | Puertasaurus                                                                                |
|  |                                                                                             |

|  | Notocolossus |
|  |              |
|  | Patagotitan  |
|  |              |
|  | Puertasaurus |
|  |              |

|  | Argentinosaurus                                                                             |
|  |                                                                                             |
|  | \| \| Notocolossus \| \| \| \| \| \| Patagotitan \| \| \| \| \| \| Puertasaurus \| \| \| \| |
|  |                                                                                             |
|  | Notocolossus                                                                                |
|  |                                                                                             |
|  | Patagotitan                                                                                 |
|  |                                                                                             |
|  | Puertasaurus                                                                                |
|  |                                                                                             |

|  | Notocolossus |
|  |              |
|  | Patagotitan  |
|  |              |
|  | Puertasaurus |
|  |              |

|  | Rinconsaurus  |
|  |               |
|  | Muyelensaurus |
|  |               |

|  | Argentinosaurus                                                                             |
|  |                                                                                             |
|  | \| \| Notocolossus \| \| \| \| \| \| Patagotitan \| \| \| \| \| \| Puertasaurus \| \| \| \| |
|  |                                                                                             |
|  | Notocolossus                                                                                |
|  |                                                                                             |
|  | Patagotitan                                                                                 |
|  |                                                                                             |
|  | Puertasaurus                                                                                |
|  |                                                                                             |

|  | Notocolossus |
|  |              |
|  | Patagotitan  |
|  |              |
|  | Puertasaurus |
|  |              |

|  | Argentinosaurus                                                                             |
|  |                                                                                             |
|  | \| \| Notocolossus \| \| \| \| \| \| Patagotitan \| \| \| \| \| \| Puertasaurus \| \| \| \| |
|  |                                                                                             |
|  | Notocolossus                                                                                |
|  |                                                                                             |
|  | Patagotitan                                                                                 |
|  |                                                                                             |
|  | Puertasaurus                                                                                |
|  |                                                                                             |

|  | Notocolossus |
|  |              |
|  | Patagotitan  |
|  |              |
|  | Puertasaurus |
|  |              |

|  | Argentinosaurus                                                                             |
|  |                                                                                             |
|  | \| \| Notocolossus \| \| \| \| \| \| Patagotitan \| \| \| \| \| \| Puertasaurus \| \| \| \| |
|  |                                                                                             |
|  | Notocolossus                                                                                |
|  |                                                                                             |
|  | Patagotitan                                                                                 |
|  |                                                                                             |
|  | Puertasaurus                                                                                |
|  |                                                                                             |

|  | Notocolossus |
|  |              |
|  | Patagotitan  |
|  |              |
|  | Puertasaurus |
|  |              |

|  | Argentinosaurus                                                                             |
|  |                                                                                             |
|  | \| \| Notocolossus \| \| \| \| \| \| Patagotitan \| \| \| \| \| \| Puertasaurus \| \| \| \| |
|  |                                                                                             |
|  | Notocolossus                                                                                |
|  |                                                                                             |
|  | Patagotitan                                                                                 |
|  |                                                                                             |
|  | Puertasaurus                                                                                |
|  |                                                                                             |

|  | Notocolossus |
|  |              |
|  | Patagotitan  |
|  |              |
|  | Puertasaurus |
|  |              |

### Étymologie
Argentino : « argentin » et saurus : « lézard », soit, littéralement, « lézard d'Argentine ».

## Paléobiologie
Comme les autres sauropodes géants, Argentinosaurus devait vivre en troupeau et migrer constamment en quête de nourriture. Herbivore, il se nourrissait de feuilles de conifères grâce à sa taille gigantesque et son long cou qui lui permettait d'atteindre la cime des arbres, mais aussi de balayer le sol pour y consommer des fougères et des prêles. Il ingurgitait avec cette végétation des cailloux, gastrolithes, qu'il gardait dans son estomac pour faciliter la digestion. 
D'après Kristi Curry Rogers, la masse d'Argentinosaurus devait probablement croître d'environ 50 kilogrammes par jour à l'adolescence (le développement maximal des grands sauropodes est estimé à 56 kg/j).